# Scarabaeus furcatus
Scarabaeus furcatus är en skalbaggsart som beskrevs av François Louis Nompar de Caumont de Laporte 1840. Scarabaeus furcatus ingår i släktet Scarabaeus och familjen bladhorningar. Inga underarter finns listade i Catalogue of Life.